# Forcé
Forcé – miejscowość i gmina we Francji, w regionie Kraj Loary, w departamencie Mayenne.
Według danych na rok 1990 gminę zamieszkiwało 809 osób, a gęstość zaludnienia wynosiła 164 osób/km² (wśród 1504 gmin Kraju Loary Forcé plasuje się na 669. miejscu pod względem liczby ludności, natomiast pod względem powierzchni na miejscu 1182.).